# 天使の贈りもの (映画)
『天使の贈りもの』（てんしのおくりもの、The Preacher's Wife）は、1996年のアメリカ映画。ペニー・マーシャル監督、デンゼル・ワシントン、ホイットニー・ヒューストン主演による。1947年の映画『気まぐれ天使』（The Bishop's Wife）のリメイクである。
映画の中でジョージア大合唱団が描かれている。この映画のサウンドトラック（ホイットニー・ヒューストンが制作した）は、ゴスペルや、モニカやシャーリー・シーザーなどによるパフォーマンスを収録している。
サウンドトラック『天使の贈りもの』はUSアルバムチャートで最高3位、全世界で500万枚を売り上げ、史上もっとも売れたゴスペルアルバムとされる。

## キャスト
| 役名                     | 俳優                                           | 日本語吹替 |
| ------------------------ | ---------------------------------------------- | ---------- |
| ダドリー                 | デンゼル・ワシントン                           | 山路和弘   |
| ジュリア・ビッグス       | ホイットニー・ヒューストン                     | 杉村理加   |
| ヘンリー・ビッグス       | コートニー・B・ヴァンス                        | 土師孝也   |
| ジョー・ハミルトン       | グレゴリー・ハインズ                           | 稲葉実     |
| マーガレット・コールマン | ジェニファー・ルイス                           | 久保田民絵 |
| ベヴァリー               | ロレッタ・デヴァイン                           | さとうあい |
| ジェレマイア・ビッグス   | ジャスティン・ピエール・エドムンド             | 田島大資   |
| ブリストル               | ライオネル・リッチー                           | 金尾哲夫   |
| ソウル                   | ポール・ベイツ                                 | 島香裕     |
| Osbert                   | レックス・モンソン                             |            |
| ハキム                   | ダーヴェル・デイヴィス・ジュニア               |            |
| ビリー                   | ウィリアム・ジェイムス・スティガーズ・ジュニア |            |
| アンナ                   | マルチェラ・モーリー                           |            |
| Mrs. Havergal            | シシー・ヒューストン                           |            |
| Teen                     | アーロン・A・マコノヒー                        |            |

その他：伊藤和晃、大坂史子、磯辺万沙子、高瀬右光、菊池いづみ、伊藤栄次、柳沢栄治、石井隆夫、坂口賢一、石塚理恵、弘中くみ子、坂東尚樹、鈴木愛、石橋和也、篠崎達也、石井大輔、岡崎武尊、大久保翔太郎、佐藤香織、鈴木冬華、松野鈴世

## 賞
- アカデミー賞のアカデミー作曲賞にノミネートされた。